# Lothar Francisco Hessel
Lothar Francisco Hessel (Estrela, 31 de março de 1915 - Porto Alegre, 24 de agosto de 2007) foi um professor, jornalista e escritor brasileiro.
Diplomado em Letras Neolatinas em 1952, tem vários livros publicados, entre os quais O Rio Grande do Sul – 1904 – visto por dentro, publicado em 1979, além de artigos em revistas e jornais.
Foi membro da Academia Riograndense de Letras.
Foi também um dos fundadores e primeiro presidente do CIPEL - Círculo de Pesquisas Literárias, em 8 de dezembro de 1966.

## Fonte de referência
- «Dicionário de Folcloristas Brasileiros»